# Laura Pasini
Laura Pasini (Milano, 28 gennaio 1894 – 1942) è stata un soprano italiano.

## Biografia
Dopo aver studiato con Beniamino Cesi al Conservatorio di Napoli, si diplomò in pianoforte sotto la guida di Appiani al Conservatorio di Milano, dove iniziò una carriera concertistica di successo. Nel frattempo, stava studiando canto al Conservatorio di Santa Cecilia, ottenendo successi così promettenti da farle definitivamente abbandonare l'attività concertistica per abbracciare la lirica. Così, nel 1922, debuttò al "Teatro Costanzi" interpretando il personaggio di Nanette dal Falstaff di Verdi, al fianco di Mariano Stabile e Gilda Dalla Rizza. L'anno seguente apparve a la Scala per eseguire il Flauto magico di Mozart sotto la direzione di Toscanini.
Iniziò così una carriera internazionale in cui fu in grado di mostrare, oltre alle sue capacità vocali, un'intelligenza, una versatilità e una straordinaria musicalità, sempre accompagnata da un grande rigore stilistico. Prese parte alla prima stagione lirica del rinnovato Teatro dell'Opera di Roma, nel 1928, cantando tra l'altro la storia The Nightingale di Igor Stravinsky sotto la direzione dell'autore. L'anno seguente, la stagione 1929-1930, cantò al Gran Teatre del Liceu di Barcellona. Partecipò anche ad importanti eventi artistici, come la première di Il re di Giordano, il 12 gennaio 1929 alla Scala di Milano, a La donna serpente di Casella (1932), e a La fiamma di Respighi che debuttò al "Teatro Reale dell'Opera" di Roma il 23 gennaio 1934.
Si esibì anche in innumerevoli concerti di musica da camera in Italia e all'estero, evidenziando la sua raffinatezza e la perfezione del suo stile di canto. Ritiratasi dal palco, si dedicò all'insegnamento al Conservatorio di Cagliari.